# 八幡神社 (久喜市所久喜)
八幡神社（はちまんじんじゃ）は、埼玉県久喜市の神社。

## 歴史
創建年代は不明である。ただ所久喜村の新田開発の際に創建されたものと推測される。近くの善徳寺が別当寺であった。現在の社殿は幕末期に建てられたもので、精密な彫刻が施されている。
1873年（明治6年）、近代社格制度に基づく「村社」に列せられた。
当社では「八幡様の祭りは静かにやる」という習わしがあり、9月15日の例祭には、他社に見られるような奉納芸能などは行われないという。またかつては百度参りが盛んで、回数を数えるための「数取り札」が設けられていたが、昭和後期より廃れ始め、現在では数取り札は取り外されている。それに反比例するかのように年始の初詣は盛んになっている。

## 交通アクセス
- 路線バス清福寺前停留所より徒歩25分。